# Wessam Abou Ali
Wessam Haitham Mohammed Abou Ali (Aalborg, Dinamarca, 4 de enero de 1999) es un futbolista Palestino-Danés que juega en la demarcación de delantero para el Columbus Crew de la MLS
.

## Clubes
| Club                      | País      | Año         | Partidos | Goles |
| ------------------------- | --------- | ----------- | -------- | ----- |
| AaB Fodbold               | Dinamarca | 2018 - 2020 | 30       | 9     |
| →Vendsyssel FF (préstamo) | Dinamarca | 2019 - 2020 | 23       | 13    |
| Silkeborg IF              | Dinamarca | 2020 - 2021 | 13       | 4     |
| Vendsyssel FF             | Dinamarca | 2021 - 2023 | 41       | 16    |
| IK Sirius                 | Suecia    | 2023 - 2024 | 17       | 11    |
| Al Ahly                   | Egipto    | 2024 - Act. | 23       | 16    |

## Trayectoria

### AaB Fodbold
Comenzó en el club local B52/AFC de Aalborg a los cuatro años, Abou Ali se mudó al club más grande de la región, AaB Fodbold, seis años después. 
Hizo su debut senior en la Superliga danesa el 15 de marzo de 2018 contra el AC Horsens. Marcó su primer gol senior el 22 de abril de 2018 contra el FC Midtjylland. El 23 de agosto de 2019, Abou Ali fue cedido al Vendsyssel FF de Primera División de Dinamarca por el resto de 2019. El 5 de enero de 2020 se confirmó que continuaría en Vendsyssel durante el resto de la temporada.

### Silkeborg IF
El 9 de septiembre de 2020, Abou Ali se unió al recién descendido club danés Silkeborg IF de Primera División de Dinamarca con un contrato de cuatro años y medio hasta finales de 2024.

### Regreso a Vendsyssel
En busca de más tiempo de juego, Abou Ali regresó a Vendsyssel FF el 1 de septiembre de 2021, firmando un contrato hasta junio de 2025. Durante su debut contra Lyngby Boldklub el 12 de septiembre, Abou Ali se desplomó repentinamente en el campo y fue llevado a  Abou Ali salió del banquillo en el descanso, antes de desplomarse en el minuto 59. Dos días después, fue dado de alta del hospital y comenzó su rehabilitación. 
El 15 de febrero de 2022, en un partido amistoso contra el F. C. Dinamo Moscú, Abou Ali tuvo que ser sacado del campo en camilla y trasladado al hospital tras sufrir una perforación en el pulmón.

### IK Sirius
El 13 de julio de 2023, se confirmó que Abou Ali se había unido al club sueco Allsvenskan IK Sirius con un contrato hasta finales de 2027.

### Al Ahly
El 11 de enero de 2024, Abou Ali se unió al club egipcio Al Ahly firmando un contrato de cuatro años y medio, por una tarifa reportada de 2 millones de euros. El 23 de febrero, hizo su debut en un 1 -0 victoria a domicilio sobre Medeama Sporting Club en la  Liga de Campeones de la CAF.  Cuatro días después, marcó sus primeros goles al anotar un doblete en la victoria por 5-1 Sober  Baladeyet El-Mahalla.  El 26 de abril, marcó su primer gol Gol de la Liga de Campeones de la CAF en la victoria por 3-0 sobre el TP Mazembe en el partido de vuelta de las semifinales.

## Estadísticas

### Hat-tricks
| 1 | 4 de agosto de 2024     | Internacional, El Cairo          | Al Ahly FC - El-Mokawloon SC |  | 4 - 0 | Liga Premier 2023-24                |
| 2 | 22 de diciembre de 2024 | Internacional, El Cairo          | Al Ahly FC - CR Belouizdad   |  | 6 - 1 | Liga de Campeones de la CAF 2024-25 |
| 3 | 28 de mayo de 2025      | Internacional, El Cairo          | Al Ahly FC - Pharco FC       |  | 6 - 0 | Liga Premier 2024-25                |
| 4 | 23 de junio de 2025     | MetLife Stadium, East Rutherford | FC Porto - Al Ahly FC        |  | 4 - 4 | Mundial de Clubes 2025              |

## Palmarés

### Títulos nacionales
| Título              | Club    | País   | Año     |
| ------------------- | ------- | ------ | ------- |
| Liga Premier        | Al-Ahly | Egipto | 2023-24 |
| Supercopa de Egipto | Al-Ahly | Egipto | 2024    |

### Títulos internacionales
| Título                      | Club    | Sede     | Año  |
| --------------------------- | ------- | -------- | ---- |
| Liga de Campeones de la CAF | Al Ahly | El Cairo | 2024 |

### Distinciones individuales
| Distinción                                                       | Año  |
| ---------------------------------------------------------------- | ---- |
| Jugador del partido vs Porto - Copa Mundial de Clubes de la FIFA | 2025 |